# ألان كلارك (لاعب كرة قدم أمريكية)
ألان كلارك (بالإنجليزية: Allan Clark)‏ هو لاعب كرة قدم أمريكية أمريكي، ولد في 8 يونيو 1957 في غراند رابيدز في الولايات المتحدة.

## وصلات خارجية
- ألان كلارك على موقع مرجع كرة القدم المحترفة.كوم (الإنجليزية)